# B(S)T
『B(S)T』（ベスト）は、JUN SKY WALKER(S)キャリア初のセルフカバー・アルバム。2012年1月18日に発売。発売元はIVY Records。

## 概要
約15年ぶりのレコーディングアルバムと共に初セルフカバーアルバム。
レンタル限定シングルの「シンフォニー」、2008年復活時にリリースした12thシングル「青春」を含む、過去の曲を再レコーディングした。
初回限定盤付属DVDは東日本大震災のチャリティーツアー「Walk to TOHOKU」ドキュメンタリー映像等を収録。
フジテレビ系「ミュージックフェア」（1月21日放送分）で本作発売後に初出演を果たした。
オリコンチャートでは、初登場10位を記録。シングル・アルバムを通じての総合TOP10入りは、アルバム『DAYS』で9位を記録した94年5/30付以来17年8ヶ月ぶり。インディーズでの週間1位は、89年10/16付のアルバム『J(S)W』以来22年3ヶ月ぶりとなった。

## 収録曲
1. 歩いていこう
2. JACK&BETTY
3. すてきな夜空
4. 風見鶏
5. いつもここにいるよ
6. ひとつ抱きしめて
7. メロディー
8. 声がなくなるまで
9. 休みの日
10. 青春
11. START
12. 僕と勇気とありふれたLOVE SONG
13. PARADE
14. HEAVY DRINKER
  - 初スタジオレコーディングされたライブ定番曲。
15. 全部このままで
16. MY GENERATION
17. 白いクリスマス
18. シンフォニー
  - 再結成後にTSUTAYAレンタル限定のシングル